# フリードリヒ・シュレーダー・ゾンネンシュターン

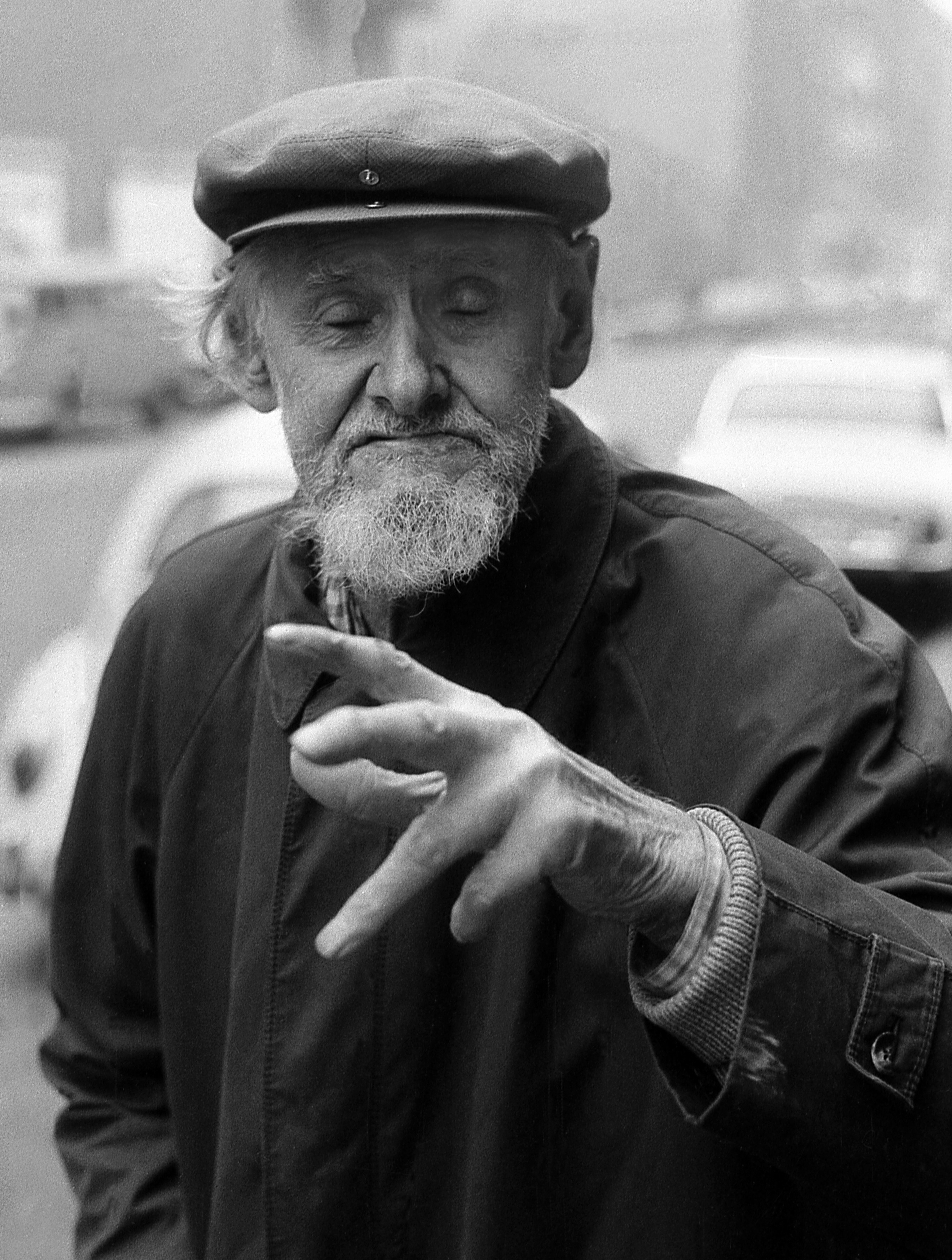
フリードリヒ・シュレーダー・ゾンネンシュターン

フリードリヒ・シュレーダー・ゾンネンシュターン（Friedrich Schröder-Sonnenstern、1892年 - 1982年）は、ドイツの画家。東プロイセンのティルジット生まれ。本名フリードリヒ・シュレーダー。
色鉛筆でシュルレアリスムの絵を描いたアウトサイダー・アートの作家。「ゾンネンシュターン」とは、ドイツ語の「太陽（Sonne）」と「星（Stern）」からなり、自らを「月の精の画家」と称した。

## 生涯
郵便配達夫の父と、のちに狂死した母の間の13人兄弟のひとりとして誕生した。幼いころから行動が奇抜で素行が悪く、感化院への入出を繰り返した。十代のころ美術学校に入学するも退学処分となる。1915年、第一次大戦時に兵役に着くが、自ら精神錯乱者と軍医に訴え、診断のうえ除隊処分となり精神病院に入院。1918年に精神病院を脱走するが数週間後に捕まり、不治として終身拘束を言い渡される。のちに恩赦で退院。28歳でベルリンに渡り、占星術師兼磁気治療師として事務所を開く。1930年に薬剤法違反、詐欺的医療行為、医薬品偽造の罪で6週間の禁固刑を宣告され、さらに精神病院に強制入院となる。そこで同じく入院していた画家の勧めで色鉛筆で絵を描くことを始めた。作品がアンドレ・ブルトンの目にとまるなどして、60歳を過ぎたころに画家としての名声を博すが、本人はそれを恨みに思う旨の文章を遺し、1982年にベルリンで没す。　

## 作品の傾向と影響
螺旋や渦巻やハートが多用され、蛇をはじめ生物や身体部位が歪な形でシンメトリーをもって描かれている幻想的でエロティックな画風は、瀧口修造や澁澤龍彦らを魅了した。題名には道徳的という言葉がたびたびつけられている。

## 作品
- 1962年 - 「月を恋うふたりのライバル」リトグラフ

## 関連書籍
- 種村季弘「F.S-ゾンネンシュターン」河出書房新社「シュルレアリスムと画家叢書 骰子の7の目」（瀧口修造監修）1976年、増補新版（巖谷國士監修）2006年9月。ISBN 9784309715667
- フリードリッヒ・シュレーダー・ゾンネンシュターン「ゾンネンシュターン (夢人館6)　大型本」 小柳玲子編 岩崎美術社 1991年7月。ISBN 4753413055